# Energija disocijacije veze
Energija razlaganja hemijske veze (BDE), energija disicijacije veze ili  je mera snage hemijske veze. Može biti definisana kao standardna entalpijska promena kada se veze raskidaju putem homolize, sa reaktantima i proizvodima na K=0 (apsolutnoj nuli). Na primer, energija razlaganja C–H veze u etanu je određena procesom:
 (po vezi)

## Definicija BDE i srodnih parametara
Energija raskidanja hemijske veze se ponekad označava i kao entalpija disocijacije veze (ili vezna entalpija), ali ovi termini nisu striktni ekvivalenti, kao što se kasnija obično navodi za gornju entalpijsku reakciju na 298 K (standardni uslovi), umesto na 0 K. To se razlikuje od  za oko 1,5 kcal/mol (6 kJ/mol), u slučaju veze sa vodonikom u velikim organskim molekulima. Ipak, termin energija razlaganja veze i simbol  često se upotrebljavaju i za reakciju entlapije na 298 K.

### Odnos BDE - energija veze
Izuzev diatomskih molekula, energija razlaganje veze se razlikuje od energije veze, proseka koji se izračunava iz zbira energija razlaganja svih veza u molekulu.
Na primer, veza H O–H, u molekulu vode (H–O–H) ima 493,4 kJ/mol energije razlaganja, a potrebno je 424,4 kJ/mol da se raskine ostatak veze O–H. Energija kovalentne veze O–H u vodi je 458,9 kJ/mol, koja je prosek tih iznosa. Disocijacijska energija vodonikove veze u vodi je oko 23 kJ/mol.
Na isti način, za uklanjanje uzastopnih atoma vodika iz metanskih veza, energije razlaganja veze su: 104 kcal/mol (435 kJ/mol), za  za , za D(CH–H) i konačno 81 kcal/mol (339 kJ/mol) za D(C–H). Energija veze je, tako, 99 kcal/mol ili 414 kJ/mol (prosečna energija disocijacije veza). Treba uočiti da je C-H BDE 99 kcal/mol.
Nakon disocijacije, ako se formiraju nove veze većih energija raskidanja veze, ovi proizvodi su na nižim entalpijama, javlja se neto gubitak energije, a time je i ukupni proces egzoterman. Konkretno, pretvaranje slabe dvostruke veze u O2 u jaču vezu u CO2 i  daje egzotermno sagorevanje.

### Homolitsko ili heterolitsko razlaganje
Veze se mogu raskinuti simetično ili asimetrično. Prvo se zove homoliza i osnova je za obične BDE. Asimetrično razlaganje veza se zove heteroliza. Za molekulski vodonik, alternative su:
 (vidi tabelu ispod)
 (u vodi)
Bromougljenici su često labilni i upotrebljivi za gašenje požara.
| Veza | Opis veze | Energija raskidanja veze (298 ) | Energija raskidanja veze (298 ) | Energija raskidanja veze (298 ) | Napomena                                                                  |         |           |                           |
| ---- | --------- | ------------------------------- | ------------------------------- | ------------------------------- | ------------------------------------------------------------------------- | ------- | --------- | ------------------------- |
| Veza | Opis veze |                                 | veza                            | 83–85                           | Napomena                                                                  | 347–356 | 3,60–3,69 | Jaka, ali slabija od veze |
|      | Hlor      | 58                              | 242                             | 2,51                            | Označeno žućkastom bojom ovog gasa                                        |         |           |                           |
|      | Brom      | 46                              | 192                             | 1,99                            | Označeno smećkastom bojom 2 izvora . radikala                             |         |           |                           |
|      | Jod       | 36                              | 151                             | 1,57                            | Označeno purpurastom bojom 2 izvora . radikala                            |         |           |                           |
|      | Vodonik   | 104                             | 436                             | 4,52                            | Jaka, nepolarizirajuća veza razloživa samo metalima i jakim oksidansima   |         |           |                           |
|      | Hidroksil | 110                             | 460                             | 4,77                            | Nešto jača od veze                                                        |         |           |                           |
| O=O  | Kiseonik  | 119                             | 498                             | 5,15                            | Jača nego jednostruke veze, slabija nego mnoge dvostruke veze             |         |           |                           |
|      | Azot      | 226                             | 945                             | 9,79                            | Jedna od najjačih veza velika energija aktivacije u proizvodnja amonijaka |         |           |                           |

Navedeni podaci pokazuju kako prednosti veza variraju u odnosu na periodni sistem. Postoji veliki interes, posebno u organskoj hemiji, za relativne snage veza u okviru date grupe spojeva. 
| Veza | Opis veze               | Energija raskidanja veze (298 ) | Energija raskidanja veze (298 ) | Napomena                                                    |     |     |                                    |
| ---- | ----------------------- | ------------------------------- | ------------------------------- | ----------------------------------------------------------- | --- | --- | ---------------------------------- |
| Veza | Opis veze               |                                 | Metilna veza                    | Napomena                                                    | 105 | 439 | Jedana od najjačih alifatskih veza |
|      | Etilna veza             | 101                             | 423                             | Nešto slabija od                                            |     |     |                                    |
|      | Tercijarna veza         | 96,5                            | 404                             | Tercijarni radikali su stabilizirani                        |     |     |                                    |
|      | Vinilna veza            | 111                             | 464                             | Vinil radikali su retki                                     |     |     |                                    |
|      | Acetilenska veza        | 133                             | 556                             | Acetilenski radikali su veoma retki                         |     |     |                                    |
|      | Fenilna veza            | 113                             | 473                             | Poredive sa vinil radikalima, retke                         |     |     |                                    |
|      | Alilna veza             | 89                              | 372                             | Takve veze ispoljavaju pojačanu reaktivnost                 |     |     |                                    |
|      | Benzilna veza           | 90                              | 377                             | Akin- alil veze Takve veze ispoljavaju pojačanu reaktivnost |     |     |                                    |
|      | Alkanska veza           | 83–85                           | 347–356                         | Mnogo slabija od veze                                       |     |     |                                    |
|      | Alkenska veza           | 146–151                         | 611–632                         | Oko 2x jača jednostruke veze                                |     |     |                                    |
|      | Alkinska trostruka veza | 200                             | 837                             | Oko 2,5x jača od jednostruke veze                           |     |     |                                    |